# Sarre (protectorat)
Pour les articles homonymes, voir Sarre.
17 décembre 1947 – 31 décembre 1956
(9 ans et 14 jours)
Entités précédentes :
- Zone d'occupation française en Allemagne

Entités suivantes :
- Land de Sarre (République fédérale d'Allemagne)

La Sarre sous protectorat était un territoire allemand placé sous tutelle de la France au lendemain de la Seconde Guerre mondiale, de 1947 à 1956. Le territoire concerné était celui de l'actuel Land de la Sarre (allemand : Saarland). 
La Sarre sous protectorat a été rattachée à la République fédérale allemande le 1er janvier 1957, à la suite d'un référendum organisé en octobre 1955.

## Histoire
Pour des articles plus généraux, voir Politique extérieure de la IVe République et Relations entre l'Allemagne et la France.

Frontières des deux Allemagne (RFA en bleu, RDA en rouge, Berlin-Ouest en jaune) en 1949 ; la Sarre est en mauve.

Juste après la fin de la guerre, la zone française d'occupation fut, avec l'accord des alliés, réorganisée : ainsi, l’ordonnance no 57 en date du 30 août 1946 du général Marie-Pierre Kœnig créa d'une part, le land de Rhénanie-Palatinat, et de l'autre, un territoire sarrois qui correspond approximativement à l'ancien territoire du Bassin de la Sarre, entité créée au lendemain de la Première Guerre mondiale entre 1920 et 1935 et également placée sous administration française comme dédommagement de guerre.
Le 15 septembre 1946, sont organisées les premières élections libres des conseils municipaux, la formation de partis politiques étant autorisée par les autorités militaires françaises.
Dès juin 1947, les autorités d'occupation remplacent le reichsmark (monnaie alors en cours dans le reste de l'Allemagne) par une monnaie spéciale : le mark sarrois.

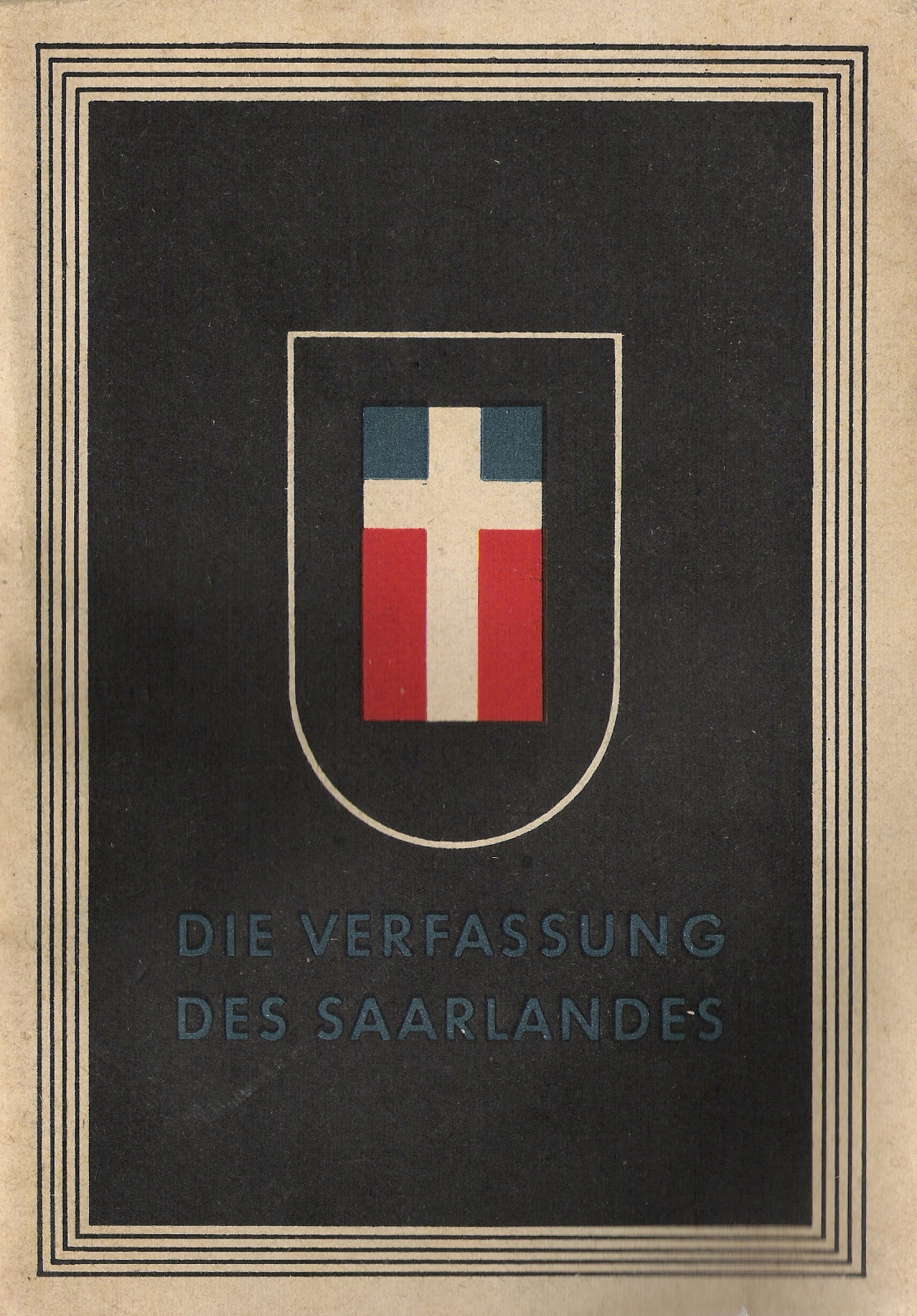
Couverture de la Constitution de la Sarre (avec son drapeau).

Le 15 décembre 1947, les conseillers sarrois, menés par le gouvernement de Johannes Hoffmann, adoptent une constitution faisant de la région un véritable État indépendant sous le nom de Saarland. La Constitution de la Sarre est entrée en vigueur deux jours plus tard. Cette indépendance est alors reconnue officiellement au sein des instances internationales.
Dans le cadre de l'établissement d'une union économique avec la France, le 20 novembre 1947, le mark sarrois est remplacé par le franc français.
Le 15 juillet 1948 est instituée une nationalité sarroise. La même année est fondée l'Université de la Sarre.
Durant la même année, des timbres spécifiquement sarrois sont également mis en circulation. Puis en 1954 et 1955 des pièces en franc français avec des inscriptions en allemand (« Franken ») sont aussi frappées. La Sarre se voit même attribuer par l'Institut national de la statistique et des études économiques (Insee) le no 90 bis, suivant le système français (voir le Code officiel géographique) ; elle est divisée en 8 arrondissements (Kreise), 49 cantons (Verwaltungsbezirke) et 340 communes.
Avec la mise en place de la Communauté européenne du charbon et de l'acier (CECA, dès 1952) et la tentative avortée de la création d'une Communauté européenne de défense (CED) durant la même période, les tensions franco-allemandes portant sur la représentativité de la Sarre se précisent. Ainsi, en 1953, les Allemands s'opposent à l'adoption par le Conseil de l'Europe d'un drapeau à quinze étoiles d'or correspondant au nombre de ses membres, dont la Sarre, pour ne pas paraître entériner le statut du territoire ; refus suivi de l'adoption d'un dessin au nombre d'étoiles constant, fixé à douze,.
L'accord paraît un moment se faire sur l'hypothèse d'une Sarre qui serait une sorte de « district » européen dans le cadre élargi de l'Union de l'Europe occidentale, embryon d'une future nation fédérée européenne. Le 23 octobre 1955, les Sarrois s'expriment par référendum et rejettent ce nouveau statut par 67,7 % des voix.
De plus, l'échec de la CED gèle le processus d'unification européenne et le rapprochement franco-allemand facilite la restitution de la Sarre à la République fédérale, grâce notamment à la signature des accords de Luxembourg, le 27 octobre 1956.
Le rattachement politique de la Sarre à l'Allemagne de l'Ouest est entériné pour le 1er janvier 1957. Ces accords permettent donc de mettre fin à un vieux contentieux dans les relations entre l'Allemagne et la France.
Le franc français reste la monnaie officielle du territoire jusqu'au 6 juillet 1959.